# Bešbarmak
Il bešbarmak o beşbarmaq (in kirghiso бешбармак?, beşbarmak; in kazako нарын?, naryn; in lingua baschira: бишбармаҡ, traslitterato bişbarmaq; in lingua tatara: бишбармак) è un piatto tradizionale preparato dai nomadi turchi dell'Asia centrale ovvero il Kazakistan (dove è considerato piatto nazionale), il Kirghizistan, l'Uzbekistan e lo Xinjiang (Cina).
Il termine bešbarmak significa "cinque dita" ("beš" - cinque, "barmak" - dita), in quanto viene mangiato con le mani. È composto da un letto di pasta tagliata a straccetti difformi, ricoperto da carne di cavallo, montone o bovino. Può anche essere accompagnato da patate bollite e in alcune regioni del Kazakistan, come variante meno tradizionale ed in base alla disponibilità, viene preparato col pesce.